# Pyxidiophorales
Pyxidiophorales é uma ordem de fungos da classe Laboulbeniomycetes. Esta ordem foi criada em 2001 para conter uma única família, Pyxidiophoraceae, circunscrita em 1971. Os membros de Pyxidiophoraceae são na sua maioria fungos coprófilos que se associam com ácaros e outros artrópodes. O género tipo, Pyxidiophora, é o maior da família, com aproximadamente 20 espécies.